# Berengar Raimond I av Provence
Berengar Raimond I, född 1115, död 1144, var greve av Provence mellan åren 1131 och 1144. Han var näst äldste son till Raimond Berengar III, greve av Barcelona, (som även går under namnet Raimond Berengar I, som greve av Provence och Douce I, arvtagerska till Provence. Medan Berengar Raimond I:s äldre broder Raimond Berengar fick Barcelona och andra av deras fars katalanska förläningar fick han själv moderns arv, Provence.
Han gifte sig med Beatrice, arvtagerska till Melgueil. Under hans regeringstid inleddes Bauxkrigen, en strid om arvet till Provence som pågick mellan ätten Barcelona och ätten Baux. Han gick också till angrepp mot Genua, men dog i Melgueil. Sonen Raimond Berengar efterträdde honom som greve av Provence, men Melgueil gick till hans hustrus andra make, Bernard V Pelet.